# Stelle (Escher)
Stelle è una xilografia di testa dell'incisore e grafico olandese Maurits Cornelis Escher, ultimata nel 1948. Considerata tra le opere di maggior rilievo dell'artista grazie al profondo connubio tra filosofia e geometria, Stelle, come spesso accade con i lavori di Escher, è emblema dell'ambiguità dell'universo e della ricerca di una trama di perfezione e ordine sottostante un mondo apparentemente caotico.
Le stampe originali fanno parte della collezione permanente del Gemeentemuseum Den Haag e di altri celebri musei, tra cui il Rijksmuseum, la National Gallery of Art e la National Gallery of Canada.
Nell'incisione sono rappresentati due camaleonti in una gabbia poliedrica che fluttua nello spazio. 

## Tecnica
La tecnica utilizzata è la xilografia, ovvero una tecnica d'incisione in rilievo in cui si asportano dalla parte superiore di una tavoletta di legno le parti non costituenti il disegno. Nello specifico, Stelle è stata realizzata attraverso la tecnica della xilografia di testa. Anche se l'opera è monocromatica, la copia esposta alla National Gallery of Canada presenta sfumature di giallo, rosa, verde e azzurro. 

## Analisi dell’opera
La novità dello stile e dei soggetti contribuisce ad allontanare Escher dai movimenti artistico-culturali che caratterizzano la metà del secolo, rendendo davvero complesso il paragone con altre opere contemporanee.

### I poliedri
L’artista incide solidi geometrici vorticanti nello spazio: la teoria più diffusa e comunemente accettata come veritiera, anche basandosi sul titolo dell'opera, li associa alle stelle del firmamento, secondo una classica rappresentazione dell'armonia universale basata sulla perfezione della geometria. Con un tocco d'ironia, l'artista trasforma uno dei solidi in una gabbia al cui interno sono rinchiusi due camaleonti. Escher stesso disse: «Non sarei sorpreso se traballasse un po'. In un primo tempo, volevo disegnarci dentro scimmie.»
La gabbia al centro della stampa è un poliedro composto dato da tre ottaedri regolari, una figura che era stata già analizzata nel campo della geometria solida; tuttavia, molto probabilmente Escher non fece riferimento a tali studi. A tal proposito, pur utilizzando sovente le tecniche e le regole della geometria, egli affermò di non sentirsi un matematico, ma un puro artista. 
(M.C.Escher)
Le altre stelle fluttuanti sono ancora poliedri semplici e composti. Prendendo in considerazione i più grandi: in alto a sinistra vi è un composto di un cubo e un ottaedro, in alto a destra una stella a otto punte (considerabile come stellazione dell'ottaedro, descritta nel De Divina Proportione di Luca Pacioli), in basso a sinistra un composto di due cubi e in basso a destra il solido del composto di tre ottaedri. 
Le stelle più piccole rappresentano i cinque solidi platonici più un dodecaedro rombico, uno dei tredici solidi di Catalan. 

#### LoStudio per Stelle
La cura per l'analisi e la resa dei poliedri è ben visibile nello Studio per Stelle (1948), che come suggerisce il nome è un disegno preparatorio. Nello Studio, Escher disegna i poliedri che poi andranno a costituire lo sfondo di Stelle, così come la gabbia poliedrica. L’opera è molto conosciuta e apprezzata in ambito matematico, dove può essere un punto di riferimento per la resa dei poliedri e dei solidi geometrici nel disegno. 

#### Riferimenti ad altre opere
Escher utilizzò spesso forme poliedriche, regolari e non, nei suoi lavori successivi, come è evidente nel Planetoide tetraedrico (1949) e successivamente nella Cascata (1961). Il simbolismo delle forme regolari e dei cristalli è ben sintetizzato nella litografia del 1950 Ordine e caos: l'ordine è rappresentato da un dodecaedro stellato racchiuso in una sfera al centro del quadro, il caos invece da una serie di oggetti usati e malridotti, i quali però si riflettono nel solido quasi come se cercassero un proprio ruolo, un proprio ordine nella regolarità della figura.

### I camaleonti
La rappresentazione degli animali di Escher è paragonabile a quella delle stampe cinquecentesche, in cui il gusto del meraviglioso si unisce all'inaspettato e all'analisi scientifica. I camaleonti di Stelle stupiscono l'osservatore per la loro insolita collocazione, così da dare all'opera un tocco d'ironia. Anche altre volte Escher utilizza i rettili, e gli animali in genere, come soggetto dei quadri. Nelle sue opere è evidente una lucida analisi e una interessata osservazione del mondo animale, per esempio nella Rana mummificata del 1946; allo stesso tempo si può cogliere un certo spirito ironico, come nella Marcia dei rettili, dove delle lucertole prendono vita nel suo studio, o nella Mantide religiosa.
(M. C. Escher)
Tuttavia, l'inserimento di animali in un contesto simile non deriva solo da una vena ironica dell'autore, ma piuttosto da una scelta artistica ben precisa, in cui si viene a rappresentare la compenetrazione di mondi differenti: in quasi tutte le sue opere, Escher richiama contesti incompatibili tra loro (il mondo naturale e lo spazio, la purezza delle forme geometriche e il disordine della componente umana...). Nel caso di Stelle, dunque, i camaleonti sono anche simbolo della congiunzione tra natura e purezza, tra l'universo infinito e il mondo naturale che si rigenera continuamente, ma che appare comunque finito.

## Temi ricorrenti

### La cosmologia
Nella creazione dell'opera, Escher fu ispirato dalla passione per l’astronomia che lo accompagnava sin dall'infanzia: spesso infatti insieme al padre saliva sul tetto di casa per osservare le stelle al telescopio. Il fascino della cosmologia è una costante nel lavoro di Escher, che vuole rappresentare un mondo "alternativo", dominato dalla regolarità e dalla placidità delle forme geometriche. In Stelle la presenza dei poliedri, identificati con il firmamento, sarebbe un punto di riferimento in questa cosmologia ordinata e perfetta.

### Lo spazio
L'incisione si colloca nella fase sperimentale dell'artista, in cui egli si diletta nella combinazione e nel tassellamento di nuove geometrie, nella ricerca sul nastro di Möbius, nella riproduzione di poliedri e solidi, ma anche nella creazione di architetture fantastiche. Un esempio è la xilografia del 1947 Altro mondo II, in cui lo sperimentalismo di Escher si focalizza sulla prospettiva, con l'intenzione di andare "oltre" il mondo prettamente fisico ed esplorare un nuovo orizzonte. Come in Stelle, anche in quest'opera è rappresentata una propria personale idea dello spazio come, appunto, un altro mondo, in cui non vi è né bene né male, solo un surreale equilibrio.

### I cristalli
La geometria è fondamentale nella costruzione dei "mondi" di Escher, con particolare riferimento all'osservazione dei cristalli, le cui forme affascinarono sempre l’artista, come si può notare nell'opera Cristallo del 1947, per la quale usò la tecnica della mezzatinta. L'artista riteneva infatti che i cristalli fossero espressione della perfezione della natura, simbolo di come il mondo in cui viviamo appare dominato dal caos, ma non lo sia davvero.

### La natura
Nel pensiero di Escher, l'uomo è un essere imperfetto, effimero, incapace di riprodurre l'immortale bellezza della natura, la quale appare insuperabile da qualunque opera d'arte. Questo profondo amore per la natura si manifesta in molte opere dove sembra quasi che l'artista voglia rappresentare il ciclo vitale, la capacità rigenerativa della natura, disegnando o tassellando paesaggi, animali, cristalli, come accade nella celebre xilografia Metamorfosi II (1939-1940). In Stelle, la presenza dei camaleonti è un elemento naturale simbolico.

## Influenze

### Platone
Nel dialogo Timeo, Platone descrive cinque solidi regolari (poi detti anche "solidi platonici") dati dall'unione di facce tra loro uguali: tetraedro, esaedro (o anche cubo), ottaedro, icosaedro, dodecaedro. Essi erano già stati oggetto di studio nell'antichità, grazie alle loro simmetrie perfette e alla loro ricorrenza in natura: per questo, creano un forte legame tra geometria, arte e filosofia, legame che Platone descrive dettagliatamente nel dialogo.

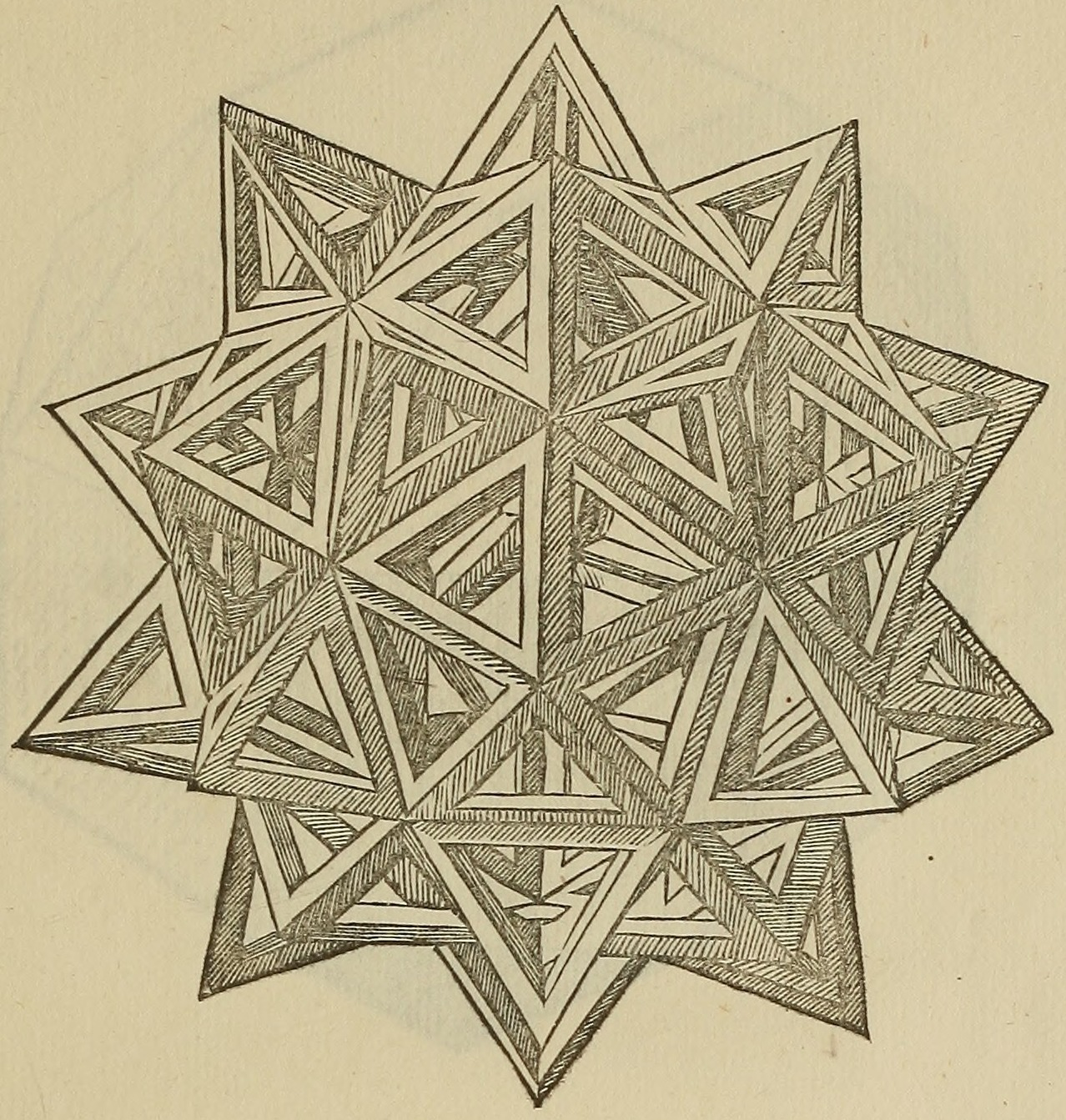
De divina proportione, Dodecaedron Abscisum Elevatum Vacuum (Dodecaedro stellato vuoto), illustrazione di Leonardo Da Vinci

Escher, appassionato osservatore delle geometrie della natura, studia e disegna questi poliedri, inserendoli in moltissime opere: lo stesso avevano fatto gli umanisti tra Quattrocento e Cinquecento, in virtù della rinnovata riflessione sull'armonia dell'universo e della diffusione del neoplatonismo, grazie al filosofo Marsilio Ficino.

### I trattati umanistici
L'atteggiamento di Escher rispetto all'osservazione del mondo è ispirato dall'opera di un umanista vissuto quasi cinquecento anni prima, fra Luca Pacioli, autore del trattato matematico in volgare De Divina Proportione scritto nel 1496 con la collaborazione di Leonardo da Vinci e pubblicato a stampa nel 1509. Pacioli descrive un mondo perfetto poiché basato sull'armonia geometrica; in particolare, l'opera è dedicata allo studio della sezione aurea, da cui deriva appunto la "proporzione divina". Leonardo Da Vinci curò invece le illustrazioni del trattato, tra le quali spiccano quelle dei solidi platonici, disegni a cui sicuramente si ispirò anche Escher. Pacioli era in stretto contatto anche con altri artisti del tempo: De Divina Proportione prende come riferimento, per esempio, il noto trattato in volgare sulla prospettiva di Piero della Francesca, il De prospectiva pingendi, così come le opere di Leon Battista Alberti e Albrecht Dürer. In alcune incisioni di Escher si nota una somiglianza con quelle di Dürer, soprattutto per quanto riguarda la resa di elementi e paesaggi naturali: questo è probabilmente dovuto alle ricerche a carattere scientifico dell'artista tedesco, soprattutto in campi come la geometria, la prospettiva, l'antropometria e l'astronomia; le quali ricerche richiamano lo sperimentalismo di Escher e l'impostazione di un equilibrio nelle sue creazioni "impossibili".

## Retaggio
La stampa Stelle è stata usata come copertina dell'album Alive; Not Dead (1988) del complesso The Sun and The Moon.